# Saurodactylus fasciatus
Saurodactylus fasciatus — вид геконоподібних ящірок родини Sphaerodactylidae. Ендемік Марокко.

## Поширення і екологія
Saurodactylus fasciatus мешкають на північному заході Марокко, між горами Середнього Атласа, Рифськими горами і атлантичним узбережжям. Вони живут на кам'янистих плато і в передгір'ях, на полях і пасовищах, трапляються в лісистих районах. Зустрічаються на висоті до 1000 м над рівнем моря. Самиці відкладають протягом року три кладки по два яйця.

## Збереження
МСОП класифікує цей вид як вразливий. Saurodactylus fasciatus може загрожувати знищення природного середовища.